# Verena
Verena (Tebas, hacia 260 - Zurzach, hacia 344) fue una virgen cristiana de origen egipcio que se estableció en Suiza.
Se la asocia con la legión tebana. Su fiesta litúrgica es el 1 de septiembre.